# Charles Dvorak
Charles Edward Dvorak (* 27. November 1878 in Chicago (Illinois), USA; † 18. Dezember 1969 in Seattle, Washington) war ein US-amerikanischer Leichtathlet und Olympiasieger.
Dvorak war Student an der University of Michigan und Mitglied des dortigen Leichtathletikteams. Seine Spezialdisziplin war der Stabhochsprung. 1900 gewann seine Universität mit ihm die Studentenmeisterschaft der Western Conference in der Leichtathletik und sah sich dadurch bestätigt, einige ihrer Athleten zu den Olympischen Spielen 1900 nach Paris zu entsenden. Zu den vier ausgewählten Sportlern gehörte auch Charles Dvorak.
Mit vier Landsleuten wollte er am Samstag, den 14. Juli, zum Wettbewerb im Stabhochsprung antreten, doch die Organisatoren verschoben die Austragung auf Sonntag, den 15. Juli. Dvorak war ein streng gläubiger Mensch, dessen Religion jeglichen Sport an einem Sonntag verbot. Zusammen mit Bascom Johnson und Daniel Horton verzichtete er auf eine Teilnahme und wurde so um eine aussichtsreiche Medaillenchance gebracht. Bei einem von zwei in den Folgetagen abgehaltenen Wettkämpfen zur Revanche belegte Dvorak den zweiten Platz mit einer Höhe von 3,35 m hinter Daniel Horton (3,45 m). Damit sprangen beide höher als der Olympiasieger Irving Baxter (3,30 m). Auch Bascom Johnson sprang mit 3,38 m in seinem Revanchekampf höher. Offizielle Anerkennung fanden diese Wettkämpfe jedoch nicht.
1901 und 1903 gewann Dvorak die Meisterschaft der Amateur Athletic Union (AAU), was den US-amerikanischen Meisterschaften entsprach. 1904 erhielt er eine zweite Chance bei den Olympischen Spielen 1904 in St. Louis. Er holte sich im Stabhochsprung einen unangefochtenen Sieg mit 3,50 m, was neuer olympischer Rekord bedeutete. Er hatte dabei 15 cm Vorsprung auf seine Konkurrenten, die hinter ihm um die Plätze 2 bis 5 ein Stechen austrugen.
Die Platzierungen bei Olympischen Spielen für Charles Edward Dvorak
- II. Olympische Spiele 1900, Paris
  - Stabhochsprung – gemeldet, aber nicht gestartet
- III. Olympische Spiele 1904, St. Louis
  - Stabhochsprung – Gold mit 3,50 m (Silber an LeRoy Samse, USA mit 3,35 m; Bronze an Louis Wilkins, USA mit 3,35 m)

Charles Dvorak war der erste Stabhochspringer der Weltklasse, der einen Bambusstab benutzte. 